# 深田サルベージ建設

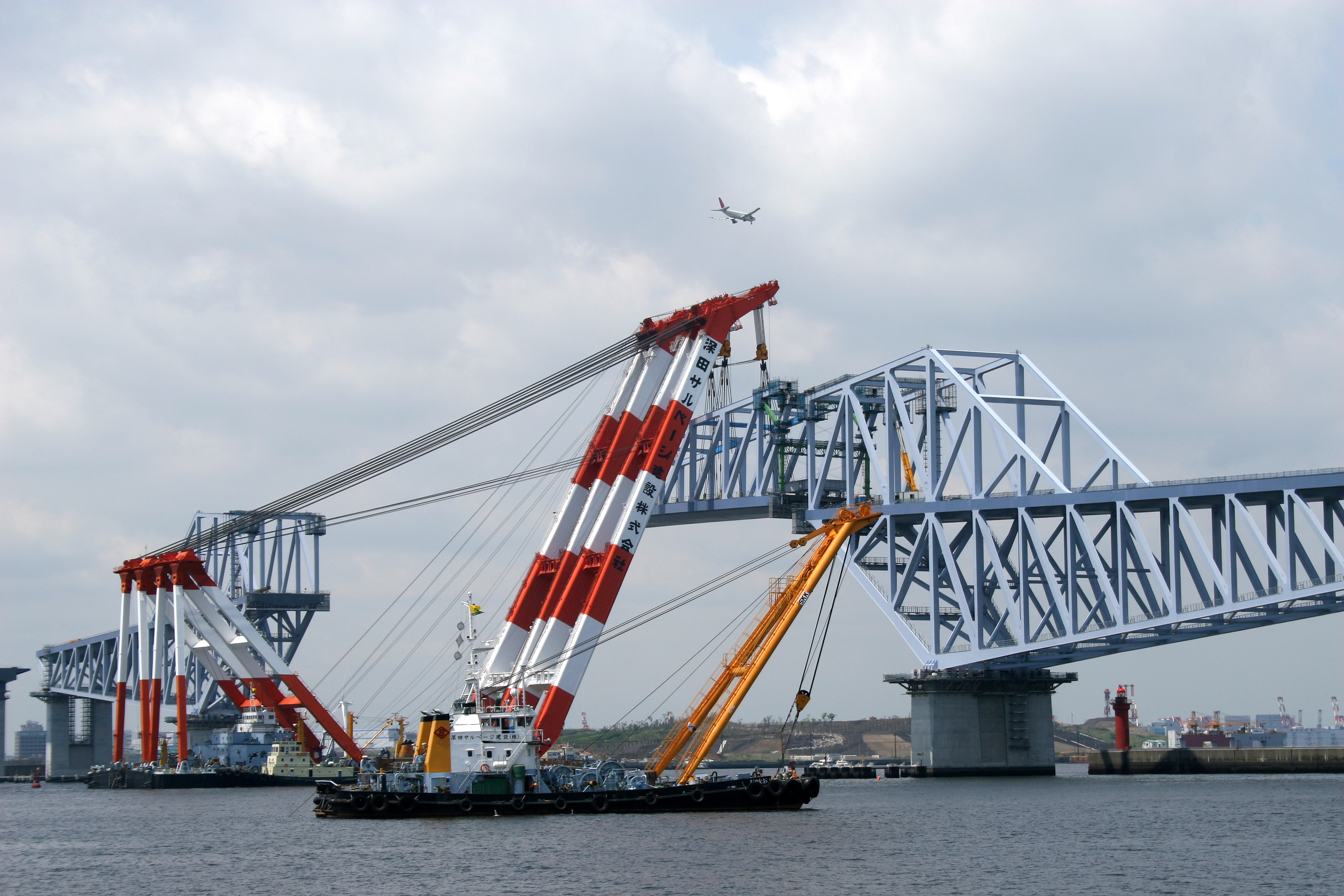
深田サルベージ建設の起重機船「武蔵」（奥）と揚錨船「おやしお」（手前）。東京ゲートブリッジの架設工事現場にて。

深田サルベージ建設株式会社（ふかだサルベージけんせつ）は、大阪市港区に本社を置く、総合海事業者。海難救助（沈没・座礁した船舶のサルベージ）や、橋梁架設、船舶・浮体構造物の海上輸送、海洋開発事業など、海洋分野に関する幅広い業務を行なっている。辰巳商会のグループ会社である。

## 社歴
- 1910年（明治43年）7月 - 広島県呉市で、深田海事工業所として発足[2]。
  - 海軍の行う旅順港での旧ロシア艦艇のサルベージや呉海軍工廠関連の潜水士作業に従事する。
- 1949年（昭和24年）7月23日 - 法人に改組し深田サルベージ株式会社となる。[2]
  - バージ輸送、曳航・重量物荷役・海洋土木・鉄鋼構造物の運搬、組立、据付など海洋開発事業に業種を拡大。
- 1964年（昭和39年） - 羽田トンネル埋設工事（東京・海老取川）[3][4]
- 1970年（昭和45年） - 山口県柱島沖に沈没していた戦艦陸奥の解体・引き揚げを継承する（遺骨収集も併せて実施）。
- 1974年（昭和49年） - 第十雄洋丸事件で、富津冲へ任意擱座させたタンカー第十雄洋丸を東京湾外へ曳航。
- 1975年（昭和50年） - 関連会社として近畿興産株式会社を設立。（1978年に新日本海事株式会社に商号変更、2013年に吸収合併[2]）。
- 1988年（昭和63年） - 深田サルベージ建設株式会社に商号を変更[2]。
- 1988年（昭和63年） - 福島県鵜ノ尾岬沖で沈没した海洋調査船へりおすを引揚げ（海洋調査船へりおす遭難事故）。
- 1988年（昭和63年） - なだしお事件で沈没した遊漁船第一富士丸を引き揚げ。
- 2002年（平成14年）9月11日 - 九州南西海域工作船事件で自沈した北朝鮮の不審船を引き揚げ。
- 2010年（平成22年） - 東シナ海で沈没した漁船、山田丸を引き揚げ。
- 2012年（平成23年） - 新潟港内で沈没したロシア貨物船の引き揚げ、撤去を実施。
- 2014年（平成26年）3月30日 - 沖ノ鳥島での港湾整備事業で設置作業中に桟橋の転覆事故が発生した[5][6]。
- 2016年（平成28年） - 呉市の実施した戦艦大和の探査、水中撮影への協力を実施。
- 2018年（平成30年） - 台風21号に伴う海難事故で被災した関西空港連絡橋の橋梁を撤去と据付を実施。
- 2020年（令和2年） - 徳島南部自動車道　新町川橋梁据付を実施。

## 所有船舶
起重機船、曳船兼海難救助船、起重機船の作業用錨の設置・揚収などを行う揚錨船、深海用遠隔操作無人探査機、交通船、作業台船など、海上での建設作業、サルベージに必要な各種船舶を所有している。

### 起重機船
- 武蔵（主巻定格荷重3,700トン吊）
- 富士（主巻定格荷重3,000トン吊）
- 駿河（主巻定格荷重2,200トン吊）
- 金剛（主巻定格荷重2,050トン吊）
- 大和（主巻定格荷重700トン吊）
- 宏栄号（主巻定格荷重600トン吊）
- 天菱（主巻定格荷重60トン吊）

### 曳船兼海難救助船

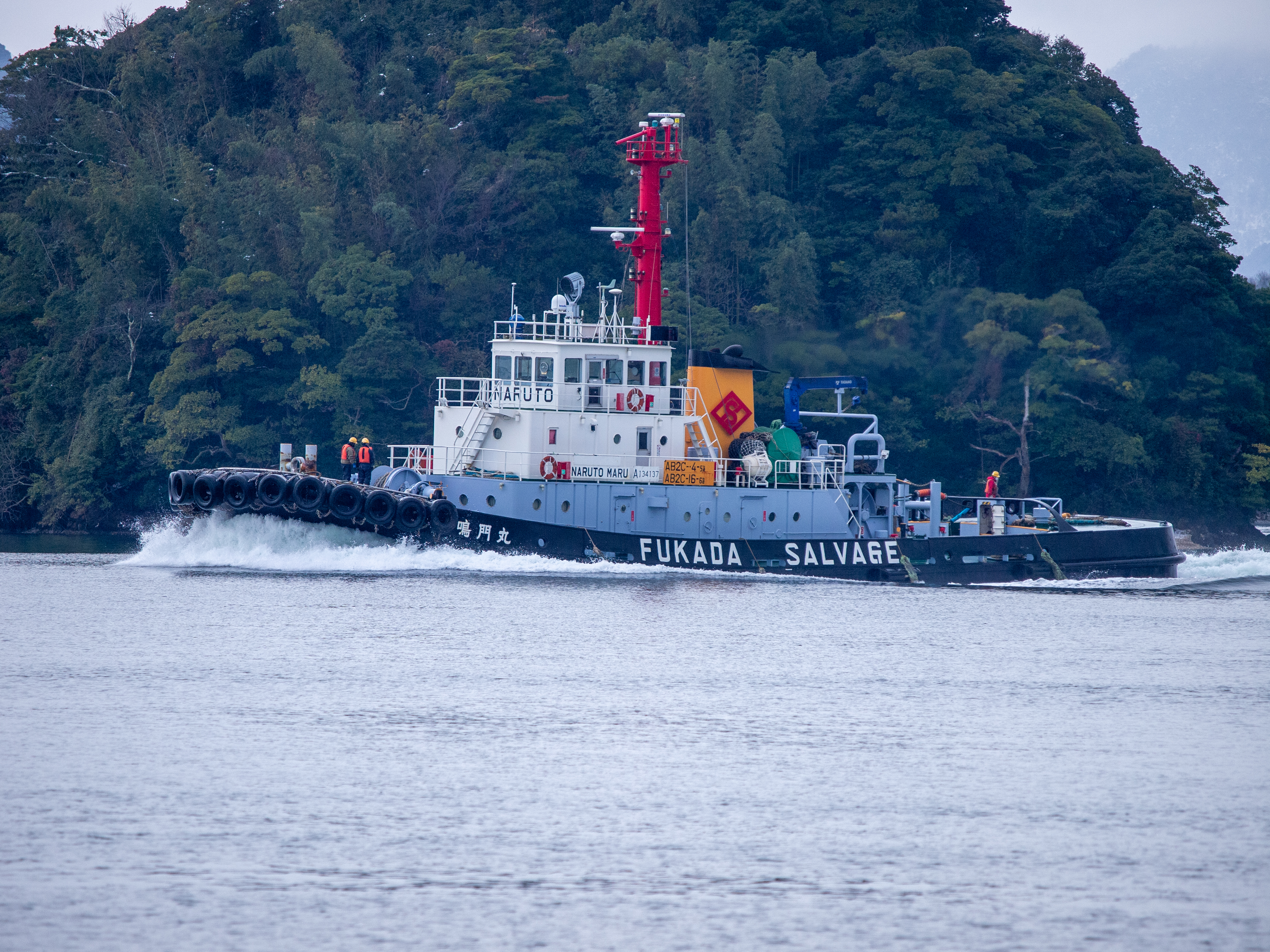
鳴門丸

- 新潮丸（2,096トン）
- 新竜丸（698トン）
- 新世丸（697トン）
- 新日丸（697トン）[8]
- 鳴門丸（287トン）
- 第82たけ丸（294トン）
- 鳳翔丸（282トン）
- 天翔丸（172トン）

### 地盤調査船
- POSEIDON-1（4,015トン）

### 揚錨船
- おやしお（80トン吊）
- あきしお（20トン吊）
- はるしお（20トン吊）
- 神宝（40トン吊）

### 深海潜水装置
- はくよう3000（潜水深度3,000メートル）- 遠隔操作無人探査機
- はくよう（潜水深度2,000メートル）- 遠隔操作無人探査機
- はくようS-3000（潜水深度3,000メートル）- 遠隔操作無人探査機
- ファルコン（潜水深度300メートル）- 水中TVロボット
- DELTA150（潜水深度150メートル）- 水中TVロボット
- DEEP1（潜水深度3,000メートル）- 自律式無人潜水機
- ユニコーン1（潜水深度3,000メートル）- 海底着座型ボーリング機
- ウェットベル（潜水深度40～90メートル）- 混合ガス潜水システム

### 交通船兼作業船
- いぶき（18トン）
- かつら（18トン）
- ひのき（18トン）
- くす（18トン）

### 台船
- オーシャンシールⅡ（載貨重量24,000トン）
- 深洋（載貨重量14,500トン）
- 深令-6500（載貨重量6,500トン）
- 浦賀（載貨重量3,000トン）
- 釣島（載貨重量3,000トン）
- 伊良湖（載貨重量3,000トン）
- 備讃（載貨重量3,000トン）